# Helmut Greulich
Helmut Greulich (* 17. Januar 1923 in Hannover; † 5. Juli 1993 in St. Blasien) war ein deutscher Gewerkschafter und Politiker (SPD). Er war von 1970 bis 1974 niedersächsischer Wirtschaftsminister und von 1974 bis 1976 niedersächsischer Sozialminister.

## Leben
Nach dem Besuch der Volksschule absolvierte Greulich eine Lehre als Werkzeugmechaniker und arbeitete anschließend in seinem erlernten Beruf bei der Hannoverschen Maschinenbau AG (Hanomag) in Hannover. Von 1940 bis 1945 nahm er als Soldat der Kriegsmarine am Zweiten Weltkrieg teil. Nach dem Kriegsende setzte er seine Tätigkeit bei der Hanomag fort, begann sich dort für den Deutschen Gewerkschaftsbund (DGB) zu engagieren und leistete seit 1948 Jugendarbeit für den DGB-Landesbezirk Niedersachsen. Er wurde 1953 zum Vorsitzenden des DGB-Kreisverbandes Hameln-Rinteln gewählt, war seit 1963 zunächst hauptamtliches Vorstandsmitglied und von 1966 bis 1970 dann Vorsitzender des DGB-Landesbezirkes Niedersachsen-Bremen.
Greulich trat 1946 in die SPD ein und befasste sich zunächst mit der Kommunalpolitik. Er war von 1956 bis 1963 Ratsmitglied und Senator in Hameln, amtierte von 1959 bis 1961 als Oberbürgermeister und war anschließend noch Bürgermeister der Stadt. Über seine kommunalen Ämter fand er den Weg in die Landespolitik und gehörte nunmehr dem Vorstand des SPD-Bezirkes Hannover sowie dem Landesausschuss der SPD Niedersachsen an.
Greulich wurde 1963 als Abgeordneter in den Niedersächsischen Landtag gewählt, dem er bis 1978 angehörte. Bei den Landtagswahlen 1963 und 1967 gewann er das Direktmandat im Wahlkreis Hameln-Stadt, bei der Landtagswahl 1970 zog er über die Landesliste ins Parlament ein und bei der Landtagswahl 1974 errang er ein Direktmandat im Wahlkreis Northeim. Von 1967 bis 1970 war er stellvertretender Vorsitzender der SPD-Landtagsfraktion. Bei der Bundestagswahl 1965 kandidierte er auf der Landesliste der SPD Niedersachsen erfolglos für den Bundestag.
Nach der Bildung einer SPD-Alleinregierung wurde Greulich am 8. Juli 1970 als Minister für Wirtschaft und öffentliche Arbeiten in die von Ministerpräsident Alfred Kubel geführte Regierung des Landes Niedersachsen berufen. In dieser Funktion war er auch Mitglied des Aufsichtsrates der Volkswagen AG. Nach der Bildung einer Sozialliberalen Koalition sowie dem Ausscheiden von Kurt Partzsch aus der Landesregierung wurde er am 10. Juli 1974 zum Sozialminister ernannt. Zeitweise galt er neben Helmut Kasimier und Karl Ravens als potentieller Nachfolger für das Amt des Ministerpräsidenten. Er schied jedoch aus dem Rennen, da er im Mai 1975 einen Herzinfarkt erlitten hatte. Nachdem sich bei der Wahl zum Ministerpräsidenten weder Kasimier noch Ravens durchsetzen konnten und stattdessen der CDU-Kandidat Ernst Albrecht gewählt worden war, schied Greulich am 13. Februar 1976 aus dem Ministeramt aus und wurde von Hermann Schnipkoweit abgelöst.